# Jakow Samoilowitsch Edelstein

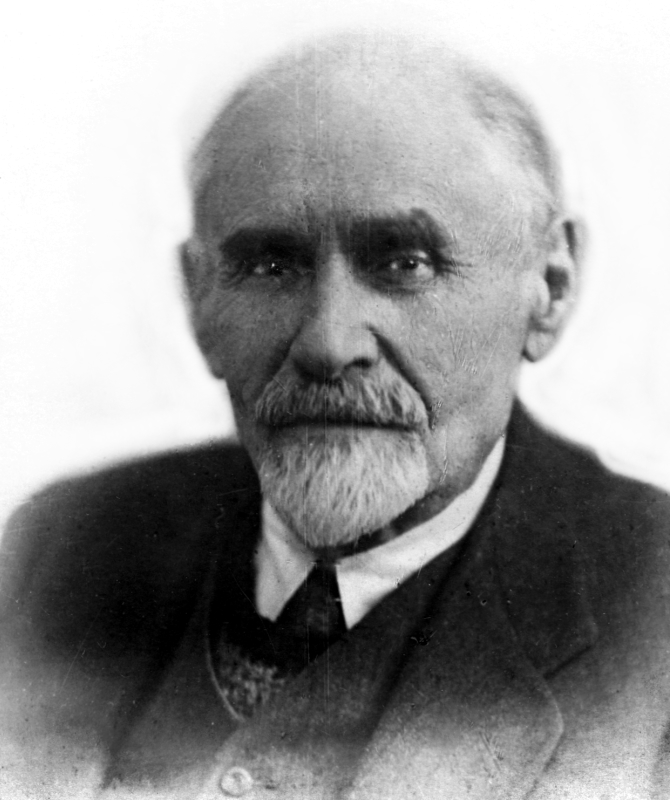
Jakow Samoilowitsch Edelstein

Jakow Samoilowitsch Edelstein (russisch Яков Самойлович Эдельштейн; * 15. Augustjul. / 27. August 1869greg. in Balaklija; † 21. Januar 1952 in Leningrad) war ein russisch-sowjetischer Geologe, Geomorphologe und Hochschullehrer.

## Leben

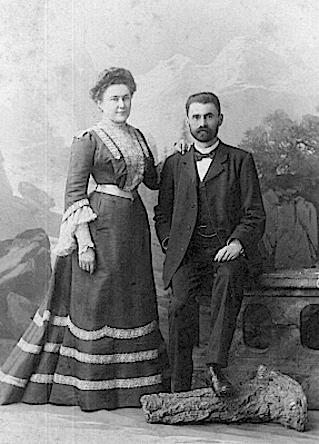
Jakow Samoilowitsch Edelstein mit seiner Frau Wera Alexandrowna geb. Sementowskaja-Kurillow (1902)

Edelstein, Sohn eines kleinen Angestellten, verlor früh seine Eltern, worauf sich seine älteste Schwester um ihn kümmerte. Er besuchte das 3. Charkiwer Klassische Gymnasium und gab bereits als Elfjähriger Nachhilfestunden. Er verkehrte in Kreisen, in denen Wissarion Grigorjewitsch Belinski, Nikolai Gawrilowitsch Tschernyschewski und Dmitri Iwanowitsch Pissarew beliebt waren. Nach dem Abschluss am Gymnasium mit einer Goldmedaille 1889 begann Edelstein das Studium an der Kaiserlichen Universität Charkow in der Naturwissenschaftlichen Abteilung der Physikalisch-Mathematischen Fakultät. In dieser Abteilung gab es 11 Studenten, von denen sich drei auf Geologie spezialisierten. Er nahm an Andrei Nikolajewitsch Krassnows Exkursionen in den Kaukasus teil und an Alexander Wassiljewitsch Gurows hydrogeologischen Untersuchungen des Gouvernements Jekaterinoslaw. Seine erste eigene wissenschaftliche Arbeit war die Untersuchung der hydrogeologischen Bedingungen im Ujesd Slowjanoserbsk, die 1894 veröffentlicht wurde. Anhand der gesammelten vielen Daten beschrieb er detailliert die Erdoberflächengestaltung in Abhängigkeit von den geologischen Strukturen. 1895 schloss er das Studium mit einem Diplom I. Klasse ab.
1896 reiste Edelstein im Auftrag der Goldindustrie-Gesellschaft auf dem Seeweg in den Fernen Osten, da die Transsibirische Eisenbahn noch im Bau war, um zunächst in Nordkorea und Ussurien und dann in der nördlichen Mandschurei, im Kleinen Hinggan-Gebirge und in Mukden zu arbeiten. Als infolge des Boxeraufstands die Feldforschung dort eingestellt wurde, unternahm er 1901 eine Weltreise nach Japan, China, Indien, den Hawaiischen Inseln, Nordamerika, England, Frankreich, Deutschland und zurück in den Fernen Osten. Im Sichote-Alin entdeckte er ein neues Goldfeld im Becken des Flusses Tumnin. Er fand dort eine reiche Miozän-Flora in gestörten Schichten, so dass er das Alter der Variszischen Orogenese feststellen konnte. Seine Ergebnisse benutzte er für eine Reihe von Veröffentlichungen über die Geologie, Geomorphologie, Orographie und Geographie des  Sichote-Alin. Dafür erhielt er aufgrund eines Gutachtens Feodossi Nikolajewitsch Tschernyschows (1905) die Goldmedaille der Russischen Geographischen Gesellschaft, deren Vollmitglied er wurde.
1904 wurde Edelstein Mitarbeiter des Geologischen Museums der Kaiserlichen Akademie der Wissenschaften in St. Petersburg. Mit Unterstützung der Russischen Geographischen und der Russischen Mineralogischen Gesellschaft untersuchte er die Geologie des Buchara-Berglands und dann besonders die Peter-I.-Kette, das Rascht-Tal und die Darwaskette. Im Mittelpunkt des Interesses standen die paläozoischen Sedimente, über die bisher wenig bekannt war. Seine Arbeit über die Schichten des Oberen Paläozoikums der Darwaskette (1908) wurde von der Russischen Geographischen Gesellschaft 1912 mit der Prschewalski-Medaille ausgezeichnet. in der  Peter-I.-Kette untersuchte er die Spuren der Vergletscherung. Mit seinen Ergebnissen verfasste er zusammen mit Alexander Pawlowitsch Gerassimow eine Anleitung für die Untersuchung der Vergletscherungsspuren. Diese von der Russischen Geographischen Gesellschaft herausgegebene Anleitung mit Fotografien des Kusnezker Alatau und des Kaukasus war die erste russischsprachige zusammenfassende Arbeit über die aus der Vergletscherung resultierenden Gebirgsformen und Edelsteins erste geomorphologische Arbeit.
1907 wurde Edelstein Geologe des Geologischen Komitees des Handels- und Industrieministeriums in St. Petersburg und war dann eine der führenden Personen in diesem bedeutendsten Geologie-Zentrum Russlands auch nach der Oktoberrevolution bis zu dessen Auflösung 1930. Mit anderen gründete er und leitete dann Geographie-Hochschulkurse, auf deren Grundlage 1918 das Geographie-Institut in Petrograd entstand. Nach der Eingliederung des Geographie-Instituts in die Universität Leningrad wurde Edelstein Dekan der Geographischen Fakultät. Lange war er Direktor des Forschungsinstituts für Geographie und Wirtschaft der Geographischen Fakultät.
Edelstein nahm an der Untersuchung der sibirischen Goldfelder vor allem in der Region Minussinsk und in den angrenzenden Rajons des Kusnezker Alatau und des westlichen und östlichen Sajangebirges teil. 1928 besuchte er Deutschland, Österreich und Italien. 1929 organisierte er eine große Expedition zur Untersuchung des Reliefs und der quartären Sedimente des westsibirischen Tieflands. Damit wurde eine Grundlage geschaffen für die spätere systematische Untersuchung der Geologie und Geomorphologie Westsibiriens, an der Edelsteins Mitarbeiter Walerian Innokentjewitsch Gromow, Wassili Alexejewitsch Dementjew und andere einen großen Anteil hatten. 1932 organisierte Edelstein mit anderen die internationale Konferenz über Quartär-Sedimente und 1937 den 17. Internationalen Geologenkongress in Moskau.
Während des Deutsch-Sowjetischen Krieges war Edelstein in Swerdlowsk evakuiert und leitete die Arbeiten für die Erstellung der geomorphologischen Karte des Urals. Nach dem Krieg leitete er die Lehrstühle für Geomorphologie und für allgemeine Geologie der Universität Leningrad.
Am 31. März 1949 wurde Edelstein aufgrund einer Denunziation der Prawda-Korrespondentin A. F. Schestakowa verhaftet im Zusammenhang mit dem Krasnojarsker Geologen-Prozess wie auch Alexei Alexandrowitsch Balandin, Iossif Fjodorowitsch Grigorjew, Michail Petrowitsch Russakow, Alexander Grigorjewitsch Wologdin, Michail Michailowitsch Tetjajew, Wladimir Klimentjewitsch Kotulski, Wladimir Michailowitsch Kreiter, Lew Iossifowitsch Schamanski, Wjatscheslaw Wjatscheslawowitsch Bogazki, Alexander Jakowlewitsch Bulynnikow, Igor Wladimirowitsch Lutschizki, Jewgeni Ossipowitsch Pogrebizki, Boris Fjodorowitsch Speranski, Wenedikt Andrejewitsch Chachlow, Felix Nikolajewitsch Schachow und weitere Geologen. Am 28. Oktober wurde Edelstein nach Artikel 58 des Strafgesetzbuches der RSFSR wegen Sabotage bei der Suche nach Uranvorkommen in Sibirien zu 25 Jahren Lagerhaft verurteilt. Am 21. Januar 1952 starb er in einem Leningrader Gefängniskrankenhaus. Sein Grab ist unbekannt. Nach Stalins Tod wurden die Urteile des Krasnojarsker Geologen-Prozesses wegen fehlender Beweise 1954 aufgehoben und alle Verurteilten rehabilitiert.
Edelsteins Frau Wera Alexandrowna geb. Sementowskaja-Kurillow war die Tochter des Ethnographen Alexander Maximowitsch Sementowski. 1920 adoptierte Edelstein mit seiner Frau ihre zwölfjährige Nichte Soja Sergejewna Sementowskaja.
Edelsteins Namen tragen der höchste Berg der Kryschina-Kette im Ostsajan, ein Kap in der Ussuribucht, ein Gletscher der Sewerny-Insel und ein Unterwasservulkanmassiv 22 km nördlich von Tschirinkotan sowie eine Reihe von Fossilien.
Seit 2006 gibt es den J.-S.-Edelstein-Geoclub Düsseldorf.

## Ehrungen
- Verdienter Wissenschaftler der RSFSR (1936)[1]
- Orden des Roten Banners der Arbeit (1944)[1]
- Medaille „Für heldenmütige Arbeit“ (1946)
- Leninorden (1949)[1]